# (173936) Yuribo
(173936) Yuribo est un astéroïde de la ceinture principale.

## Description
(173936) Yuribo est un astéroïde de la ceinture principale. Il fut découvert le 17 novembre 2001 à Kuma Kogen par Akimasa Nakamura. Il présente une orbite caractérisée par un demi-grand axe de 3,12 UA, une excentricité de 0,08 et une inclinaison de 16,1° par rapport à l'écliptique.

## Compléments